# Bakerhill
Bakerhill város az USA Alabama államában, Barbour megyében. Lakosainak száma 211 fő (2020. április 1.).

## Népesség
A település népességének változása:

| 2010 | 279 |
| 2020 | 211 |